# Алсерио
Алсерио (итал. Alserio) је насеље у Италији у округу Комо, региону Ломбардија.
Према процени из 2011. у насељу је живело 1106 становника. Насеље се налази на надморској висини од 265 м.

## Становништво
Према резултатима пописа становништва 2011. у општини је живело 1.176 становника.
| 1931. | 1936. | 1951. | 1961. | 1971. | 1981. | 1991. | 2001. | 2011. |
| ----- | ----- | ----- | ----- | ----- | ----- | ----- | ----- | ----- |
| 615   | 555   | 638   | 677   | 735   | 785   | 876   | 1.110 | 1.176 |